# Ligue des champions de tennis de table 2009-2010
Navigation
Ligue des Champions
2008-2009 Ligue des Champions 
2010-2011
À l'issue des compétitions, le club allemand du Borussia Düsseldorf remporte sa deuxième Ligue des Champions tandis que le club autrichien du Linz AG Froschberg est sacré pour la première fois chez les féminines.

## Compétition Hommes

### Phase de Poules
| Cl | Équipes                        | Pts | J | V | D | Pp | Pc | Diff |
| -- | ------------------------------ | --- | - | - | - | -- | -- | ---- |
| 1  | Borussia Düsseldorf            | 12  | 6 | 6 | 0 | 18 | 6  | +12  |
| 2  | GVTT Hennebont                 | 9   | 6 | 3 | 3 | 11 | 12 | -1   |
| 3  | KS Bogoria Grodzisk Mazowiecki | 8   | 6 | 2 | 4 | 11 | 14 | -3   |
| 4  | CTM Cajagranada                | 7   | 6 | 1 | 5 | 8  | 16 | -8   |

| Cl | Équipes                  | Pts | J | V | D | Pp | Pc | Diff |
| -- | ------------------------ | --- | - | - | - | -- | -- | ---- |
| 1  | Royal Villette Charleroi | 11  | 6 | 5 | 1 | 17 | 7  | +10  |
| 2  | Roskilde BTK61           | 10  | 6 | 4 | 2 | 16 | 11 | +5   |
| 3  | CTM Cajasur Priego       | 8   | 6 | 2 | 4 | 7  | 16 | -9   |
| 4  | AS Pontoise-Cergy TT     | 7   | 6 | 1 | 5 | 9  | 15 | -6   |

| Cl | Équipes                        | Pts | J | V | D | Pp | Pc | Diff |
| -- | ------------------------------ | --- | - | - | - | -- | -- | ---- |
| 1  | Sterilgarda TT Castel Goffredo | 11  | 6 | 5 | 1 | 16 | 6  | +10  |
| 2  | TTSC UMMC Ekaterinbourg        | 11  | 6 | 5 | 1 | 16 | 9  | +7   |
| 3  | SV Plüderhausen                | 7   | 6 | 1 | 5 | 6  | 16 | -10  |
| 4  | Levallois SC TT                | 7   | 6 | 1 | 5 | 9  | 16 | -7   |

| Cl | Équipes                        | Pts | J | V | D | Pp | Pc | Diff |
| -- | ------------------------------ | --- | - | - | - | -- | -- | ---- |
| 1  | TTF Liebherr Ochsenhausen      | 11  | 6 | 5 | 1 | 15 | 6  | +9   |
| 2  | SVS Niederösterreich           | 10  | 6 | 4 | 2 | 16 | 6  | +10  |
| 3  | Angers Vaillante TT            | 9   | 6 | 3 | 3 | 10 | 12 | -2   |
| 4  | TTC San Sebastian de Los Reyes | 6   | 6 | 0 | 6 | 1  | 18 | -17  |

### Phase Finale
Note : les équipes citées en premiers ci-dessous reçoivent au match retour.
|  | Quarts de finale                               | Quarts de finale                               |                 |             | Demi-finales                      | Demi-finales                      |  |  | Finale                                       | Finale                                       |
|  | Quarts de finale                               | Quarts de finale                               |                 |             | Demi-finales                      | Demi-finales                      |  |  | Finale                                       | Finale                                       |
|  |                                                |                                                |                 |             |                                   |                                   |  |  |                                              |                                              |
|  | Aller le 30 janvier 2010, Retour le 11 février | Aller le 30 janvier 2010, Retour le 11 février |                 |             | Aller le 3 avril 2011 à Charleroi | Aller le 3 avril 2011 à Charleroi |  |  | Aller à Charleroi le 7 mai, Retour le 6 juin | Aller à Charleroi le 7 mai, Retour le 6 juin |
|  | Aller le 30 janvier 2010, Retour le 11 février | Aller le 30 janvier 2010, Retour le 11 février |                 |             | Aller le 3 avril 2011 à Charleroi | Aller le 3 avril 2011 à Charleroi |  |  | Aller à Charleroi le 7 mai, Retour le 6 juin | Aller à Charleroi le 7 mai, Retour le 6 juin |
|  | Charleroi                                      | 3 ; 3                                          |                 |             | Aller le 3 avril 2011 à Charleroi | Aller le 3 avril 2011 à Charleroi |  |  | Aller à Charleroi le 7 mai, Retour le 6 juin | Aller à Charleroi le 7 mai, Retour le 6 juin |
|  | Charleroi                                      | 3 ; 3                                          |                 |             | Aller le 3 avril 2011 à Charleroi | Aller le 3 avril 2011 à Charleroi |  |  | Aller à Charleroi le 7 mai, Retour le 6 juin | Aller à Charleroi le 7 mai, Retour le 6 juin |
|  | Ekaterinbourg                                  | 2 ; 0                                          |                 |             | Aller le 3 avril 2011 à Charleroi | Aller le 3 avril 2011 à Charleroi |  |  | Aller à Charleroi le 7 mai, Retour le 6 juin | Aller à Charleroi le 7 mai, Retour le 6 juin |
|  | Ekaterinbourg                                  | 2 ; 0                                          | Ochsenhausen    | 2 ; 2       |                                   |                                   |  |  | Aller à Charleroi le 7 mai, Retour le 6 juin | Aller à Charleroi le 7 mai, Retour le 6 juin |
|  | Aller le 29 janvier 2010, Retour le 12 février |                                                | Ochsenhausen    | 2 ; 2       |                                   |                                   |  |  | Aller à Charleroi le 7 mai, Retour le 6 juin | Aller à Charleroi le 7 mai, Retour le 6 juin |
|  |                                                | Charleroi                                      | 3 ; 3           |             |                                   |                                   |  |  | Aller à Charleroi le 7 mai, Retour le 6 juin | Aller à Charleroi le 7 mai, Retour le 6 juin |
|  | Ochsenhausen                                   | Charleroi                                      | 3 ; 3           | 3 ; 1 (vas) |                                   |                                   |  |  | Aller à Charleroi le 7 mai, Retour le 6 juin | Aller à Charleroi le 7 mai, Retour le 6 juin |
|  | Ochsenhausen                                   |                                                |                 | 3 ; 1 (vas) |                                   |                                   |  |  | Aller à Charleroi le 7 mai, Retour le 6 juin | Aller à Charleroi le 7 mai, Retour le 6 juin |
|  | Hennebont                                      | 1 ; 3                                          |                 |             |                                   |                                   |  |  | Aller à Charleroi le 7 mai, Retour le 6 juin | Aller à Charleroi le 7 mai, Retour le 6 juin |
|  | Hennebont                                      | 1 ; 3                                          | Charleroi       | 0 ; 3       |                                   |                                   |  |  |                                              |                                              |
|  | Aller le 29 janvier, Retour le 12 février      |                                                | Charleroi       | 0 ; 3       |                                   |                                   |  |  |                                              |                                              |
|  |                                                | Dusseldorf                                     | 3 ; 1           |             |                                   |                                   |  |  |                                              |                                              |
|  | Dusseldorf                                     | Dusseldorf                                     | 3 ; 1           | 3 ; 3       |                                   |                                   |  |  |                                              |                                              |
|  | Dusseldorf                                     |                                                |                 | 3 ; 3       |                                   |                                   |  |  |                                              |                                              |
|  | Roskilde                                       | 1 ; 2                                          |                 |             |                                   |                                   |  |  |                                              |                                              |
|  | Roskilde                                       | 1 ; 2                                          | Castel Goffredo | 0 ; 0       |                                   |                                   |  |  |                                              |                                              |
|  | Aller le 29 janvier, Retour le 12 février      |                                                | Castel Goffredo | 0 ; 0       |                                   |                                   |  |  |                                              |                                              |
|  |                                                | Dusseldorf                                     | 3 ; 3           |             |                                   |                                   |  |  |                                              |                                              |
|  | Castel Goffredo                                | Dusseldorf                                     | 3 ; 3           | 2 ; 3       |                                   |                                   |  |  |                                              |                                              |
|  | Castel Goffredo                                |                                                |                 | 2 ; 3       |                                   |                                   |  |  |                                              |                                              |
|  | SVS Niederösterreich                           | 3 ; 0                                          |                 |             |                                   |                                   |  |  |                                              |                                              |
|  | SVS Niederösterreich                           | 3 ; 0                                          |                 |             |                                   |                                   |  |  |                                              |                                              |

## Compétition Féminine

### Phase de Poules
| Cl | Équipes                        | Pts | J | V | D | Pp | Pc | Diff |
| -- | ------------------------------ | --- | - | - | - | -- | -- | ---- |
| 1  | Li-Ning/Infinity Heerlen       | 8   | 4 | 4 | 0 | 12 | 1  | +11  |
| 2  | Sterilgarda TT Castel Goffredo | 5   | 4 | 1 | 3 | 5  | 11 | -6   |
| 3  | 3B Berlin Eastide              | 5   | 4 | 1 | 3 | 6  | 11 | -5   |

| Cl | Équipes                    | Pts | J | V | D | Pp | Pc | Diff |
| -- | -------------------------- | --- | - | - | - | -- | -- | ---- |
| 1  | Linz AG Froschberg         | 7   | 4 | 3 | 1 | 10 | 4  | +6   |
| 2  | HASTK Mladost Iskon Zagreb | 6   | 4 | 2 | 2 | 6  | 8  | -2   |
| 3  | ASDTT Sandonatese          | 5   | 4 | 1 | 3 | 6  | 10 | -4   |

### Phase Finale

#### Demi-finales
| Match           | Locaux              | Visiteurs           | Scores |
| --------------- | ------------------- | ------------------- | ------ |
| Aller le 29/01  | STT Castel Goffredo | Linz AG Froschberg  | 1-3    |
| Retour le 12/02 | Linz AG Froschberg  | STT Castel Goffredo | 3-2    |
| Qualifié        | Linz AG Froschberg  | Cumul des Scores    | 6-3    |

| Match           | Locaux                     | Visiteurs                  | Scores |
| --------------- | -------------------------- | -------------------------- | ------ |
| Aller le 01/02  | HASTK Mladost Iskon Zagreb | Li-Ning/Infinity Heerlen   | 0-3    |
| Retour le 15/02 | Li-Ning/Infinity Heerlen   | HASTK Mladost Iskon Zagreb | 3-1    |
| Qualifié        | Li-Ning/Infinity Heerlen   | Cumul des Scores           | 6-1    |

#### Finale
| Match              | Locaux                   | Visiteurs                | Scores |
| ------------------ | ------------------------ | ------------------------ | ------ |
| Aller le 26-29/03  | Li-Ning/Infinity Heerlen | Linz AG Froschberg       | 3-1    |
| Retour le 23-26/04 | Linz AG Froschberg       | Li-Ning/Infinity Heerlen | 0-3    |
| VAINQUEUR          | Li-Ning/Infinity Heerlen | Cumul des Scores         | 6-1    |